# استادو نوو (برزیل)
استادو نوو (در پرتغالی: دولت جدید) نام حکومتی دیکتاتوری بود که در ۱۹۳۷م توسط رئیس جمهور گیتولیو دورنیلس وارگاس در برزیل برپا شد. تمام ارگان‌های قانونی تعطیل شدند، تمام احزاب سیاسی ممنوع شدند و همهٔ رسانه‌ها سانسور شدند.